# Modesto Carvalhosa
Modesto Souza Barros Carvalhosa OMM (São Paulo, 15 de março de 1932) é um jurista brasileiro. É advogado, parecerista, consultor, árbitro, assim como professor aposentado de Direito Comercial da Faculdade de Direito da USP. Além da atuação no Direito Empresarial, Modesto Carvalhosa tem se voltado à questão da anticorrupção, participando de debates e contribuindo com projetos de lei relacionados com a reforma das regras sobre contratação pública. No âmbito acadêmico, é autor de diversos livros nas áreas de direito empresarial, direito societário, direito econômico, anticorrupção e arbitragem comercial.

## Biografia
Carvalhosa é bacharel e doutor pela Faculdade de Direito da Universidade de São Paulo. Realizou pós-doutorado na Universidade de Camerino, na Itália. Foi professor da Faculdade de Direito da Universidade de São Paulo, vinculado ao Departamento de Direito Comercial, no período de 1971 a 1985.
Nos anos 1970, foi presidente da Associação dos Docentes da Universidade de São Paulo, tendo liderado movimentos de oposição ao regime militar e participado da Comissão da Anistia. Também presidiu o Tribunal de Ética da OAB-SP. É um dos subscritores da Carta aos Brasileiros, publicada em 1977, em repúdio à ditadura militar no Brasil.
Presidiu o Condephaat – órgão de preservação do patrimônio histórico e artístico do estado de São Paulo – no governo de Franco Montoro. Nesse período, promoveu iniciativas como o tombamento de traçados e coberturas vegetais de áreas urbanas (Jardins América, Europa, Paulista e Paulistano), tornando-se precursor mundial em tombamentos ambientais ao tombar áreas naturais da Mata Atlântica (Serra do Mar, em toda sua extensão).
No início da década de 1990, participou da Comissão Especial de Investigação, criada pelo então presidente Itamar Franco, logo após o escândalo dos Anões do Orçamento, tendo redigido o projeto de Código de Ética do Servidor Público. É autor de várias obras sobre o tema, como O Livro Negro da Corrupção (Paz e Terra, 1995), ganhador do Prêmio Jabuti, sobre os escândalos que culminaram na renúncia do ex-presidente Fernando Collor, e Considerações sobre a Lei Anticorrupção das Pessoas Jurídicas (RT, 2015).
Em 1994, Carvalhosa foi admitido pelo presidente Itamar Franco à Ordem do Mérito Militar no grau de Oficial Especial.
Em abril de 2018, protocolou no Supremo Tribunal Federal o pedido de impeachment do ministro do STF Gilmar Mendes.

### Atuação na mídia
Carvalhosa é frequentemente convidado a participar em entrevistas, jornais e debates na televisão brasileira. Em dezembro de 2014, foi o entrevistado no programa Roda Viva, na TV Cultura. Em maio de 2015, foi entrevistado no Programa do Jô. Em julho de 2018, foi entrevistado no programa Canal Livre, da Rede Bandeirantes. É também comentarista eventual no Jornal da Cultura, programa jornalístico da TV Cultura, e tem artigos publicados em jornais como O Estado de S.Paulo.

### Candidatura independente para presidente da República
Em setembro de 2017, anunciou em um simpósio em Belo Horizonte sua intenção em lançar sua candidatura à presidência da República em 2018, sem filiar-se a qualquer partido. No entanto, esta possibilidade depende do Supremo Tribunal Federal, cujo processo que analisa a legalidade das candidaturas independentes está em trâmite desde outubro de 2017. Até fevereiro de 2018 ainda não havia decisão do STF. Em junho daquele ano, desistiu da candidatura.

### Obras publicadas[2][3][20][21]
- A Ordem Econômica na Constituição de 1969. São Paulo: Revista dos Tribunais, 1972
- Direito Econômico. São Paulo: Revista dos Tribunais, 1973
- A Nova Lei de Sociedades Anônimas: seu Modelo Econômico. Rio de Janeiro: Paz e Terra, 1977
- Comentários à Lei das Sociedades Anônimas. São Paulo: Saraiva, 1977
- Oferta Pública de Aquisição de Ações. Rio de Janeiro: IBMEC, 1979
- Industrialisierung und Recht in Brasilien: Materialien zum Kolloquium: Der Einfluss der Industrialisierung auf die Entwicklung des Rechts: das Beispiel Brasilien. Frankfurt am Main: Ed. Metzner, 1981
- Acordo de Acionistas. São Paulo: Saraiva, 1985
- Livro Negro da Corrupção. Rio de Janeiro: Paz e Terra, 1995 (Prêmio Jabuti de Literatura Jornalística)
- A Nova Lei das S/A. São Paulo: Saraiva. 2002
- Comentários ao Novo Código Civil Brasileiro: parte especial do direito da empresa. São Paulo: Saraiva, 2003
- Comentários ao Novo Código Civil Brasileiro: parte especial do direito da empresa. São Paulo: Saraiva, 2005
- Estudos de Direito Empresarial. Rio de Janeiro e São Paulo: Saraiva, 2010
- Acordo de Acionistas – Homenagem a Celso Barbi Filho. São Paulo: Saraiva, 2011
- Considerações sobre a Lei Anticorrupção das Pessoas Jurídicas. São Paulo: Revista dos Tribunais, 2014
- Tratado de Direito Empresarial. São Paulo: Revista dos Tribunais, 2016
- Da Cleptocracia para a Democracia em 2019 – Um Projeto de Governo e de Estado. São Paulo: Revista dos Tribunais, 2019
- Uma Nova Constituição para o Brasil: de um país de privilégios para uma nação de oportunidades. São Paulo: LVM Editora, 2021